# Пташник, Сергей Владимирович
Серге́й Влади́мирович Пта́шник (укр. Сергій Володимирович Пташник; род. 1 октября 1964, Ивано-Франковск) — советский и украинский футболист, выступавший на позициях нападающего и полузащитника

## Биография
Воспитанник ДЮСШ ивано-франковского «Спартака», первый тренер — Юрий Шайкин, затем занимался под руководством Ивана Краснецкого и Ричарда Гуцуляка. Во взрослом футболе дебютировал в 1982 году, в составе «Прикарпатья», во второй союзной лиге. Отыграв за команду два сезона, в 1984 году был призван в армию. Во время службы был игроком льовского клуба СКА «Карпаты», однако за основной состав ни одного матча не провел. Вернулся на профессиональный уровень в 1987 году, по предложению Григория Ищенко став игроком кировоградской «Звезды». Через год вернулся в «Прикарпатье», однако надолго там не задержался. После этого в течение 1989—1990 годов защищал цвета любительских коллективов, а сезон 1991 года снова провел в «Прикарпатье».
Первый чемпионат независимой Украины провел в составе хмельницкого «Подолья». Затем снова выступал на любительском уровне, а в 1993 был игроком мукачевских «Карпат» в первой лиге чемпионата Украины. В сезонах 1994/95 и 1995/96 играл в Словакии за местные команды. Вернувшись в Украину в 1997 году подписал контракт с клубом «Черкассы», в котором сыграл 11 матчей в первой лиге. Следующим клубом в карьере стал «Калуш», однако в нем игрок также провёл непродолжительное время. Некоторое время отыграв в любительских командах, в 1999 году Пташник снова вернулся в «Прикарпатье», в составе которого дебютировал в высшей лиге чемпионата Украины 12 июля 1999 года, в домашнем матче против донецкого «Металлурга». На 73-й минуте матча игрок вышел на замену вместо Тараса Ковальчука, а уже на 77-й отметился голом, принёсшим команде ничью со счётом 1:1. Тем не менее, за главную команду ивано-франковцев Пташник отыграл в высшей лиге всего 4 матча, больше времени проводя в фарм-клубе «Прикарпатье-2» во второй лиге. Именно в составе второй команды прикарпатцев Пташник и провёл последнюю игру на профессиональном уровне в 2000 году.

### Тренерская карьера
Ещё во время выступлений за «Прикарпатье-2», по предложению президента клуба Анатолия Ревуцкого, стал играющим ассистентом главного тренера фарм-клуба ивано-франковцев, Николая Пристая. После того, как Пристай в 2001 году был назначен главным тренером первой команды, Пташник возглавил «Прикарпатье-2» во второй лиге, с которым занял последнее, 16-е место в турнирной таблице своей группы, в результате чего команда была лишена профессионального статуса. В 2002 Пташник стал тренером в ДЮСШ «Прикарпатья», приняв группу 1987 года рождения. Позже, игроки этой группы составили основу для клуба «Факел», в 2004 году заявленного для участия во второй лиге, а Пташник стал главным тренером команды, где проработал до 2008 года. С новой командой Пташник дважды становился вторым в своей группе второй лиги, в сезоне 2006/07 заработав право на выход в первый дивизион. В 2009 году Пташник на полгода перешёл в любительский «Княгинин» из села Подгайчики, после чего вернулся в областной центр. Во второй раз возглавлял ФСК «Прикарпатье» (как к тому времени был переименован «Факел») до зимнего перерыва сезона 2010/11. Затем был назначен главным тренером бурштынского «Энергетика», однако с поста был уволен уже в апреле 2011 года. В 2012—2015 годах тренировал любительский «Тепловик» из Ивано-Франковска. После получения командой профессионального статуса и выхода в первую лигу, в 2018 году Пташник возглавил юношескую команду клуба. В 2021 году стал главным тренером фарм-клуба прикарпатцев, команды «Прикарпатье-Тепловик», выступавшей в областных соревнованиях. В том же году команда приняла участие в любительском чемпионате Украины, однако незадолго до старта турнира Пташник был назначен спортивным директором клуба.